# 도미타촌 (후쿠시마현 미나미아이즈군)
도미타촌(富田村)은 후쿠시마현 미나미아이즈군에 일찍이 존재했던 촌이다.

## 지리
- 현재의 미나미아이즈정, 구 난고촌의 북부에 위치한다.

## 역사
- 1889년 4월 1일 -정촌제 시행에 의해 가타카이촌, 이즈미타촌, 사카이촌, 시모야마촌이 합병해 미나미아이즈군 도미타촌이 성립하였다.
- 1955년 7월 20일 - 오미야촌과 합병해 난고촌이 성립하여, 도미타촌은 소멸하였다.
- 1968년 5월 1일 - 구 도미타촌의 일부는 다다미정에 편입되었다.

## 인구
- 1891년 1,538
- 1920년 2,971
- 1935년 2,467

## 참고문헌
- 角川日本地名大辞典編纂委員会『角川日本地名大辞典 7 福島県』、角川書店、1981年 ISBN 4-04-001070-1
- 日本加除出版株式会社編集部『全国市町村名変遷総覧』、日本加除出版、2006年、ISBN 4-8178-1318-0